# Юго-западная диалектная зона

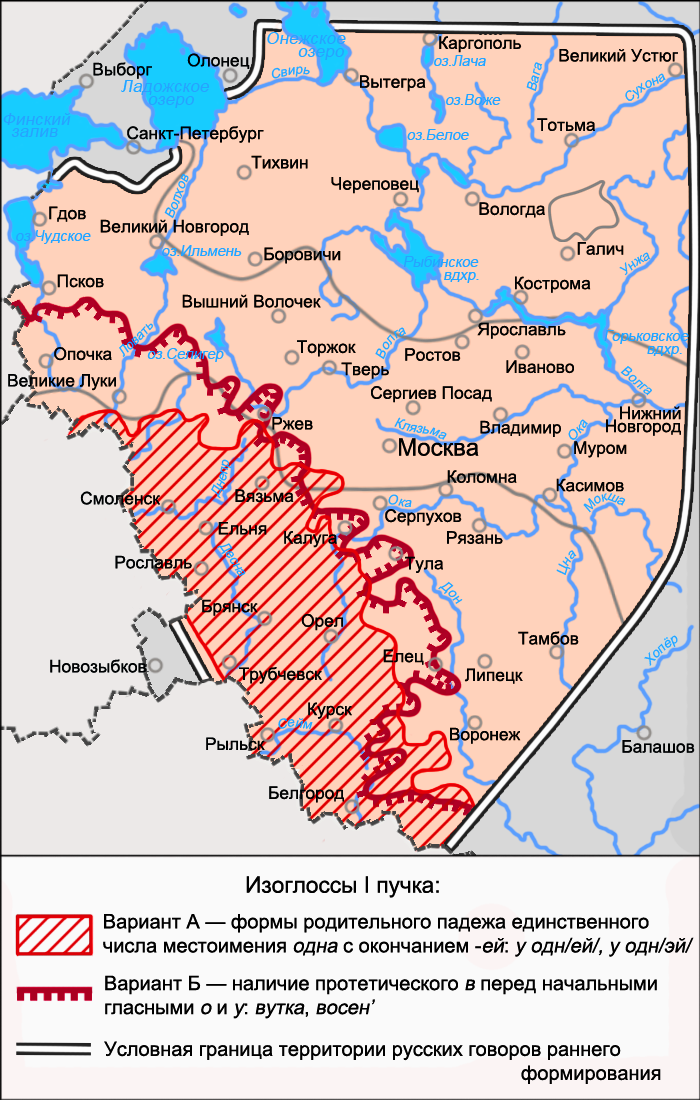
I пучок изоглосс юго-западной диалектной зоны (карта 1)

Ю́го-за́падная диале́ктная зо́на — одна из диалектных зон русского языка, расположенная в юго-западной части территории распространения говоров русского языка раннего формирования преимущественно в пределах западного ареала южного наречия и юго-западного ареала среднерусских говоров. Данная диалектная зона по распространению присущих ей языковых явлений выступает в двух разновидностях в соответствии с тем, что изоглоссы этих явлений группируются в два пучка. Ряд языковых явлений юго-западной диалектной зоны отмечается также в говорах позднего формирования: в донских казачьих говорах, в говорах липован, в говорах семейских старообрядцев и т. д.
Локализация языковых черт на территории юго-западной диалектной зоны указывает на то, что на определённом историческом этапе в пределах этой территории действовали местные тенденции языкового развития, связанные прежде всего с объединением части русских земель (относящихся к современному ареалу юго-западной зоны) под властью Великого княжества Литовского.
Основными диалектными объединениями, характеризующимися языковыми чертами юго-западной диалектной зоны, являются Западная, Верхне-Днепровская, Верхне-Деснинская, отчасти Курско-Орловская и Псковская группы говоров.
В число основных фонетических явлений юго-западной диалектной зоны входят: диссимилятивное аканье и яканье; наличие гласного в первом предударном слоге перед начальным сочетанием сонорного с последующим согласным (иржи́ «ржи», ил’ну́ «льну» или аржи́, ал’ну́); произношение [ў] ([w]) в конце слова и слога (дро[w], ла́[w]ка), [у] в начале слова ([у]ну́к «внук», [у] до́мê) и [х], [хв] на месте /ф/ (тор[х] «торф», [хв]акт «факт»); лабиализация гласного на месте а и о в первом предударном слоге; замена предлога у и начального гласного у- согласным в (в с’остры́ «у сестры», вчи́тел’ «учитель») и т. д.

К основным чертам в области морфологии относят: распространение форм предложного падежа единственного числа мужского рода с окончанием -у (на бык[у́], при помếш’ш’ик[у]); наличие форм местоимения одна с окончанием -ей в косвенных падежах единственного числа (у од[нэ́]й, у од[не́]й, в од[нэ́]й, к од[не́]й); наличие форм винительного падежа единственного числа существительных женского рода с ударением на окончании (руку́, ногу́, воду́); распространение форм родительного падежа единственного числа прилагательных и указательного местоимения женского рода на -е́й (у плох[э́й], плох[е́й]; у молод[э́й]; у т[э́й], у т[е́й]); ударение на основе в формах родительного и дательного падежей отрицательных местоимений (ник[о́]го, нич[о́]го; ник[о́]му, нич[о́]му); наличие основы с гласным [ы] ([э]) в формах настоящего времени глаголов рыть, мыть (р[ы́]йу, м[ы́]йу или р[э́]йу, м[э́]йу); тип чередования [е] — [’о] в формах глаголов настоящего времени I спряжения (нес[е́]ш, нес[е́]т, нес’[о́]м, нес[е́]те) и т. д.

В говорах юго-западной диалектной зоны распространены такие слова, как волна́, во́лна «овечья шерсть»; жерёбная «жеребая» (о лошади); ко́тная «суягная» (об овце); ду́же, ду́жо «очень»; толока́ «коллективная помощь в работе» и другие.

## Особенности размещения диалектной зоны
Юго-западная диалектная зона, охватывая приграничные территории русского языка с белорусским и украинским, разделяет некоторые диалектные черты с соседними говорами белорусского языка (яканье; наличие гласного в позиции первого предударного слога: [иржи́] (ржи), [ал’ну́] (льну) и др.; протетический в перед начальными гласными о и у; произношение ф в соответствии сочетанию хв; распространение ў, w в конце слова и слога: дро[ў], ла́[ў]ка; произношение сочетания ры в соответствии ро: к[ры]ши́т'  (крошить), д[ры]жа́т'  (дрожать), в к[ры]ви́; наличие обобщённой основы с гласным ы в формах прошед. и наст. времени глаголов рыть, мыть: р[ы́]йу, м[ы́]йу и др.) и в меньшей степени украинского языка (распространение слова [ду́же] (очень) и др.).
Юго-западная диалектная зона не имеет чётких границ, и группируется в два пучка изоглосс, очерчивающих разные по охвату ареалы. При характеристике групп говоров и межзональных говоров южнорусского наречия и западных среднерусских говоров учитывается степень распространения на их территориях как двух пучков изоглосс, так и их различных вариантов.

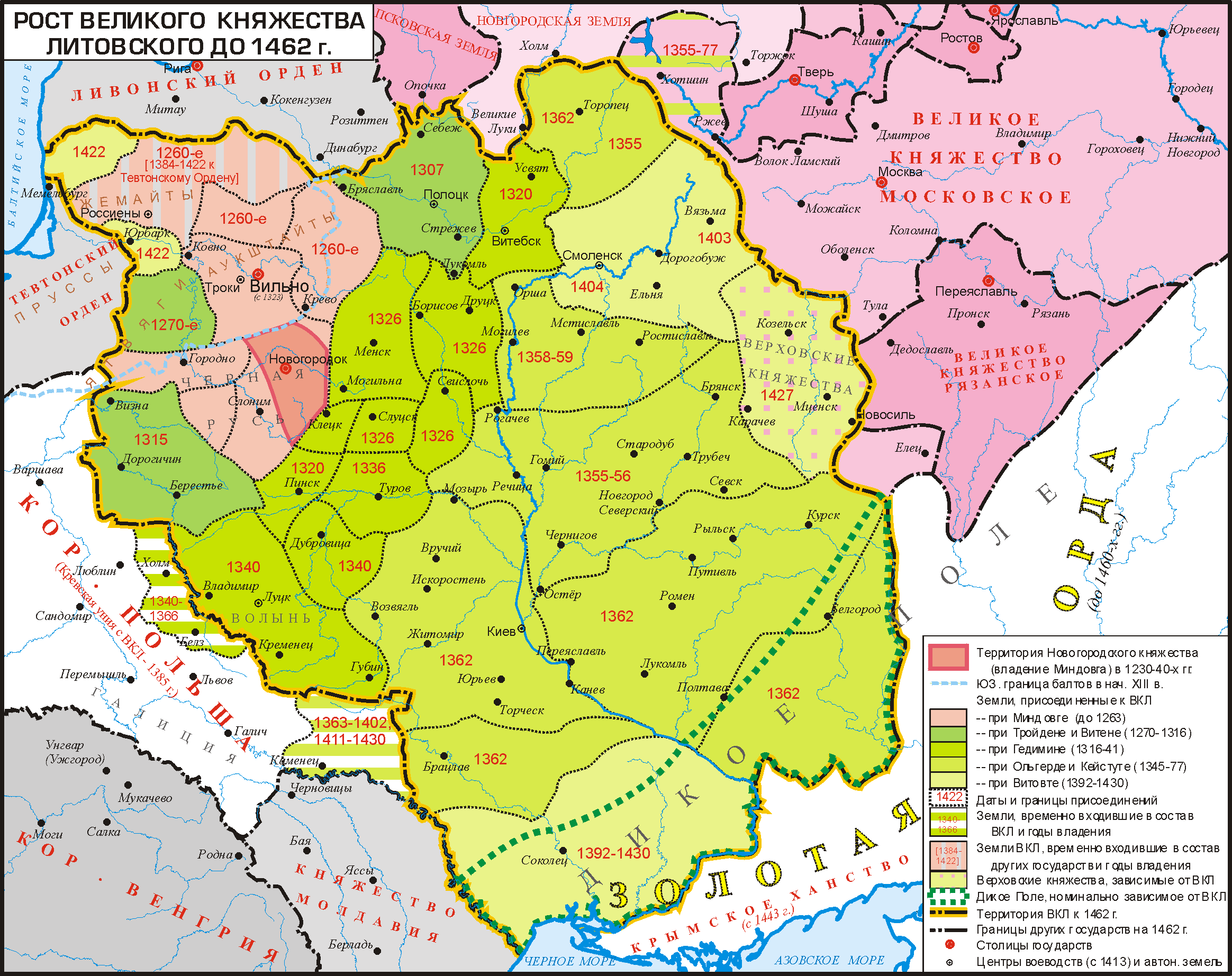
Великое княжество Литовское и соседние русские земли в середине XV века

Основным различием пучков изоглосс юго-западной зоны является больший охват территории в сторону востока и юга I пучка в сравнении со II пучком изоглосс. Внутри каждого из пучков различаются варианты по продвижению их в сторону севера. Языковые черты I пучка изоглосс распространены в южной части западных среднерусских говоров и в западной части южнорусского наречия (продвигаясь на восток до межзональных говоров типа Б Тульской группы, Елецких и Оскольских говоров). Языковые черты II пучка изоглосс полностью охватывают территорию западных среднерусских говоров (незначительно продвигаясь в область говоров севернорусского наречия) и западную часть южнорусского наречия. Совмещение изоглосс II пучка юго-западной зоны в южной части с изоглоссами западной зоны и с основным пучком изоглосс юго-восточной зоны проводит разделение Западной, Верхне-Днепровской и Верхне-Деснинской групп от Курско-Орловской группы говоров, а территория взаимопересечений данных изоглосс локализует межзональные говоры типа А.
II пучок изоглосс определяется более чёткой, компактной группировкой его изоглосс в южной части и удалённостью изоглосс друг от друга в центральной и северной частях.

## История
Локализация языковых явлений юго-западной диалектной зоны отражает языковые процессы, протекавшие на определённом историческом этапе в восточнославянских говорах в пределах границ Великого княжества Литовского, о чём свидетельствует близость восточных границ этого средневекового государства с частью пучков изоглосс диалектной зоны. Южнорусские говоры юго-западного русского ареала имеют общее происхождение с примыкающими к ним восточными белорусскими говорами и сравнительно поздно попали в сферу влияния русского языка, поэтому для них характерны такие существенные отличия от восточных южнорусских говоров.

## Языковые черты диалектной зоны

### I пучок изоглосс

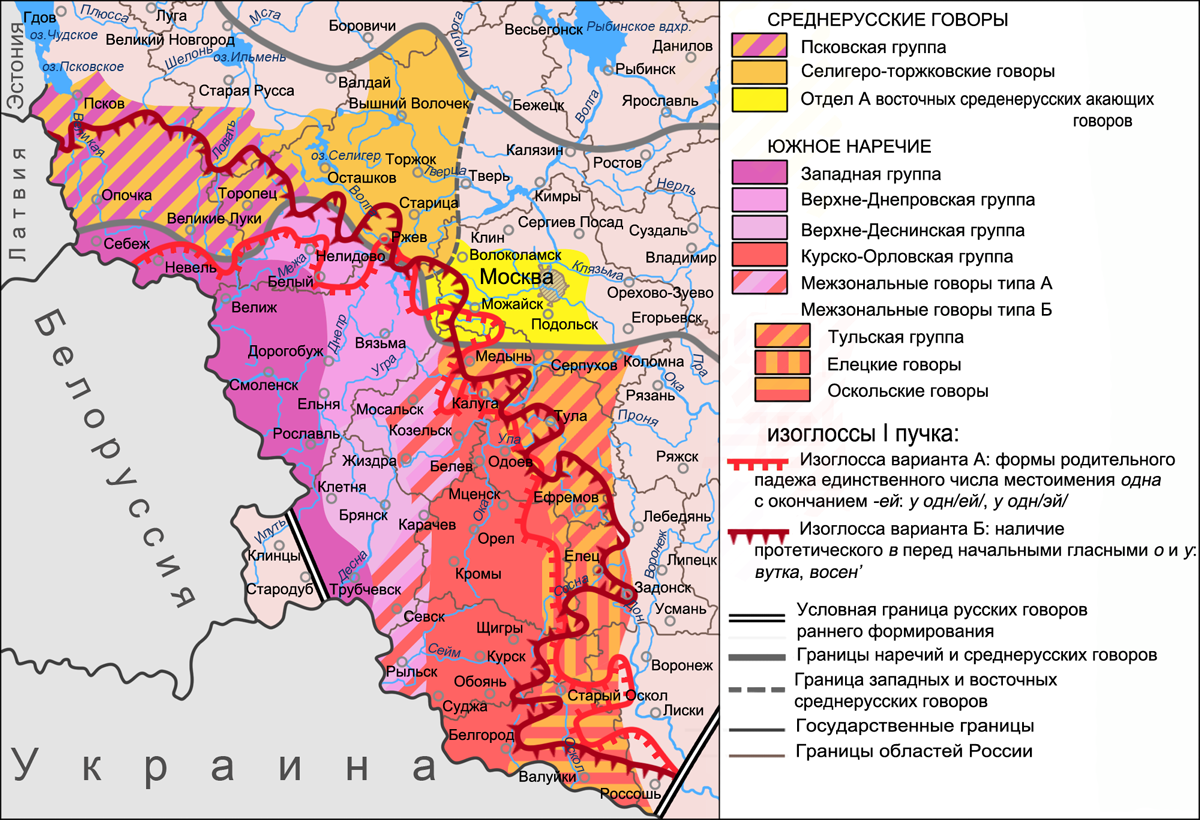
Южнорусские и среднерусские диалектные объединения в пределах ареалов языковых явлений I пучка изоглосс юго-западной диалектной зоны

К диалектным явлениям варианта А относят диссимилятивное аканье, в котором различение безударных гласных [о] и [а] зависит от качества ударного гласного, и диссимилятивное яканье, в котором различение после мягких согласных [е], [о] и [а] также зависит от качества гласного ударного слога. Среди других диалектных явлений отмечаются: Формы предложного пад. ед. числа с окончанием -у, ударным и безударным, от существительных муж. рода: на бык[у́], при помêшш’ик[у], на стôлик[у] и т. п. Распространение форм местоимения одна с окончанием -ей в косвенных падежах ед. числа: у од[нэ́]й, у од[не́]й, в од[нэ́]й, к од[не́]й (см. изоглоссу на карте). Распространение слов: скороди́ть (бороновать), волна́ (овечья шерсть) и др.
К диалектным явлениям варианта Б относятся: Наличие гласного в позиции первого предударного слога перед начальным сочетанием сонорного с последующим согласным: [иржи́], [ил’ну́], [аржи́], [ал’ну́] (ржи, льну) и др. Наличие протетического в перед начальными о и у: [во́]сен'  (осень), [ву́]тка (утка) и т. п (см. изоглоссу на карте). Произношение ф в соответствии сочетанию хв: [ф]ост (хвост), [ф]о́йа (хвоя) и т. п (данное явление распространено нерегулярно). Наличие губных спирантов: ў, w в конце слова и слога (дро[w], ла́[w]ка), произношение гласного у в соответствии в в начале слова ([у]ну́к (внук), [у] до́мê), последовательная замена ф на х, хв (тор[х] (торф), [хв]акт (факт)). Эти диалектные явления в различной мере и со своими особенностями также распространены в части Восточной (Рязанской) группы южного наречия и в Вологодской группе северного наречия. Склонение существительных с подвижным ударением типа рука́, борона́ с ударением на окончании: рука́, руки́, рукê, руку́ и др.
Изоглоссы варианта Б в сравнении с изоглоссами варианта А продвигаются севернее и охватывают территорию западных среднерусских акающих говоров (главным образом Псковской группы), а изоглоссы варианта А остаются в пределах южного наречия.

### II пучок изоглосс

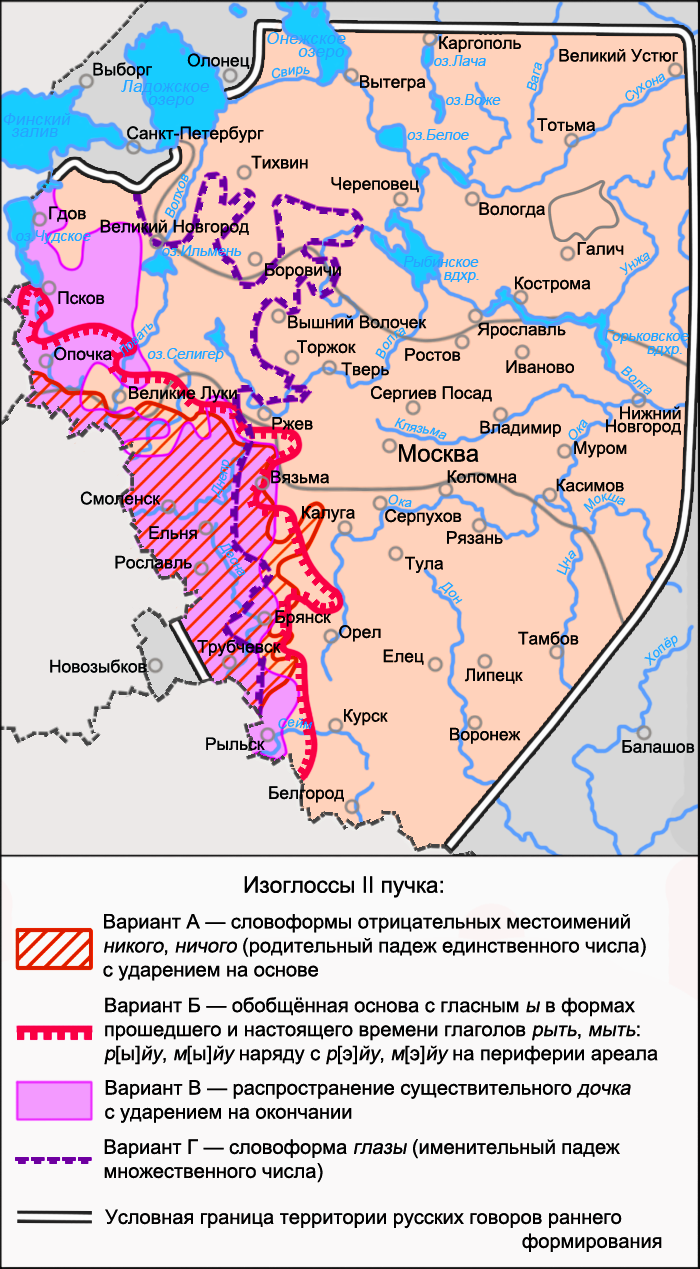
II пучок изоглосс юго-западной диалектной зоны
На основе данных

Среди диалектных явлений варианта А отмечаются: Лабиализация гласных а и о в первом предударном слоге: л[у]па́той, л[у]ма́йот, поп[у]ла́м, рук[у]ва́ (данное явление нерегулярно в южных районах). Особенности в произношении слов: ш[ы́]йа (шея), [и]п’а́т'  (опять), л[е́]жа, од[е́]жа, д[е́]шево, леп[е́]шка с гласным е на месте о, к[ры]ши́т'  (крошить), д[ры]жа́т'  (дрожать), редко в к[ры]ви́, прог[лы]чу́ (ареалы распространения этих слов не полностью охватывают территорию зоны). Распространение форм родительного пад. ед. числа прилагательных и указательного местоимения жен. рода на -е́й: у плох[э́й], плох[е́й]; у молод[э́й]; у т[э́й], у т[е́й]. Ударение на основе в формах родительного и дательного пад. отрицательных местоимений: ник[о́]го, нич[о́]го; ник[о́]му, нич[о́]му (см. изоглоссу на карте) (данная черта также распространена в Новгородских говорах). Распространение словоформ [йо], [йос’] (есть) (настоящее время глагола быть). Распространение слов ду́же, ду́жо (очень) и др.
К диалектным явлениям варианта Б относятся: Наличие обобщённой основы с гласным ы в формах прошед. и наст. времени глаголов рыть, мыть: р[ы́]йу, м[ы́]йу, на окраинных частях ареала также р[э́]йу, м[э́]йу (см. изоглоссу на карте). Особый тип чередования [е] — [’о] в формах глаголов настоящего времени I спряжения на примере глагола нести:
|        | Единственное число | Множественное число |
| ------ | ------------------ | ------------------- |
| 1 лицо | несу́               | нес’[о́]м            |
| 2 лицо | нес[е́]ш            | нес[е́]те            |
| 3 лицо | нес[е́]т            | несу́т               |
К диалектным явлениям варианта В относятся: Случаи замены предлога у, а также гласного у в начале слова согласным в: в нас «у нас», в с’остры́ «у сестры», вчи́тел'  «учитель». Распространение словоформ в именительном пад. мн. числа: рука́вы — рукавы́, до́мы — домы́, бе́реги — береги́, з’а́ти — з’ати́, бо́ки — боки́, лу́ги — луги́ (данное явление нерегулярно в южных районах). Употребление форм местоимения кто вместо что: кого́ ты накопа́л (что ты накопал) (данное явление нерегулярно в южных районах). Распространения слов: сыны́ (именительный пад. мн. числа), ма́тка «мать» и дочка́ «дочь» (см. изоглоссу на карте), относящихся к продуктивному типу склонения существительных жен. рода на -а, толока́ «коллективная помощь в работе» и др.
Среди диалектных явлений варианта Г отмечаются: Словоформа гла́зы (именительный пад. мн. числа) (см. изоглоссу на карте). Ударение на основе в формах глаголов прошед. времени женского рода (данное явление распространено также в говорах Онежской группы севернорусского наречия): бра́ла, зва́ла, тка́ла, спа́ла и др.
В отличие от I пучка изоглосс II пучок не захватывает центральных и восточных областей южного наречия. Изоглоссы варианта Б в отличие от изоглосс варианта А выходят за границу южнорусского наречия и охватывают часть западных среднерусских акающих говоров. Изоглоссы варианта В распространяются ещё севернее в пределах западных среднерусских окающих говоров (главным образом Гдовской группы), а изоглоссы варианта Г частично проникают на территорию севернорусского наречия.

### Общие диалектные явления
Также на территории юго-западной зоны распространены такие диалектные явления, как произношение твёрдых губных согласных в соответствии мягким на конце слова (го́лу[п] (голубь), любо́[ф] (любовь) и др.) и долгих согласных в соответствии сочетаниям согласных с j (сви[н:']а́ и др.), но они не занимают сплошную территорию и продвигаются в северо-восточном направлении за пределы диалектной зоны.
Ўсе вот еты дни дош дужа большой был, вот и плъхая дороγа, да хаты ни дайти, в этом примере отмечается характерное употребление слова хата как названия крестьянского жилища (в большей части русских говоров употребляется слово изба), слова жито в значении рожь, наречия дуже в значении очень, произношение ў в соответствии с согласным в, диссимилятивное аканье и диссимилятивное яканье.

## Распространение в говорах вторичного формирования
Языковые черты юго-западной диалектной зоны присутствуют в говорах вторичного формирования, например, у липован (в низовьях Дуная, главным образом в Румынии и Одесской области Украины, а также в Болгарии и Молдавии) и у семейских старообрядцев Забайкалья.